# جوليا كافناغ
جوليا كافناغ (بالإنجليزية: Julia Kavanagh)‏ (7 يناير 1824 في جمهورية أيرلندا - 28 أكتوبر 1877، نيس في فرنسا)؛ كاتِبة وروائية بريطانية.